# Ryan Bradley

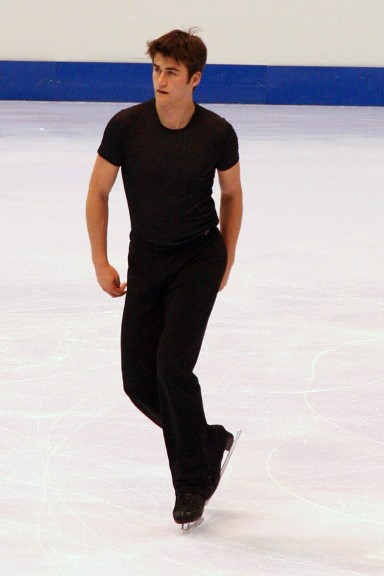
Ryan Bradley, 2006

Ryan Bradley (* 17. November 1983 in Saint Joseph, Missouri) ist ein ehemaliger US-amerikanischer Eiskunstläufer, der im Einzellauf startete. 
Bradley stammt aus einer Eiskunstlauffamilie, sowohl seine Eltern wie auch seine Schwester waren Eiskunstläufer. Heute arbeitet seine Schwester als Eiskunstlauftrainerin und seine Mutter als Punktrichterin beim US-Verband. So begann Bradley schon im Alter von zwei Jahren mit dem Eislaufen. Er startet für den Broadmoor Skating Club in Colorado Springs. Sein Trainer ist Tom Zakrajsek. Neben seiner Wettkampfkarriere studiert Bradley Wirtschaft an der Universität von Colorado Springs und arbeitet als Freiwilliger im Broadmoor Skating Club und als Trainer in der Colorado Springs World Arena. Bradley ist besonders bekannt für seine spektakulären Schauläufe, bei denen er u. a. einen Rückwärtssalto zeigt.   
Von 1996 bis 1998 trat Bradley im Paarlauf an der Seite von Tiffany Vise an. Er beendete dies, um sich ganz auf den Einzellauf konzentrieren zu können. Als Einzelläufer wurde er 1999 US-Meister bei den Junioren. 2000 erreichte er mit dem fünften Platz sein bestes Ergebnis bei Juniorenweltmeisterschaften. 2004 nahm er erstmals an der Vier-Kontinente-Meisterschaft teil und beendete sie auf dem elften Platz. 2007 erreichte er erstmals das Podium bei den US-Meisterschaften der Senioren. Er gewann die Silbermedaille hinter Evan Lysacek und qualifizierte sich damit für seine erste Weltmeisterschaft. Dort erreichte er den 15. Platz. Kurz zuvor hatte er bei der Vier-Kontinente-Meisterschaft den vierten Platz belegt. In den folgenden drei Jahren verpasste er das nationale Podium knapp, konnte 2010 aber an seiner zweiten Weltmeisterschaft teilnehmen, da der Olympiasieger Evan Lysacek und auch Johnny Weir auf einen Start verzichteten. Bradley kam aber nicht über den 18. Platz hinaus. 
Im Januar 2011 wurde Ryan Bradley in Greensboro, North Carolina, überraschend US-Meister. Bei seiner insgesamt dritten Weltmeisterschaft erreichte er in Moskau mit dem dreizehnten Platz sein bestes Ergebnis bei Weltmeisterschaften. Zwei Wochen danach verkündete Bradley seinen Rücktritt vom Wettkampfsport.

## Ergebnisse
| Wettbewerb / Jahr                | 1999 | 2000 | 2001 | 2002 | 2003 | 2004 | 2005 | 2006 | 2007 | 2008 | 2009 | 2010 | 2011 |
| -------------------------------- | ---- | ---- | ---- | ---- | ---- | ---- | ---- | ---- | ---- | ---- | ---- | ---- | ---- |
| Weltmeisterschaften              |      |      |      |      |      |      |      |      | 15.  |      |      | 18.  | 13.  |
| Vier-Kontinente-Meisterschaften  |      |      |      |      |      | 11.  |      |      | 4.   |      |      | 5.   |      |
| Juniorenweltmeisterschaften      | 10.  | 5.   |      | 15.  |      |      |      |      |      |      |      |      |      |
| US-amerikanische Meisterschaften | 1. J | 7.   | 9.   | 7.   | 9.   | 6.   |      | 8.   | 2.   | 5.   | 4.   | 4.   | 1.   |

- J = Junioren